# Cerkev sv. Petra, Lübeck
Cerkev svetega Petra v Lübecku je cerkev, ki se je prvič omenjala leta 1170. Skozi stoletja je bila večkrat razširjena, dokler ni bila končana v 15. stoletju. Med drugo svetovno vojno je utrpela resno škodo in je bila v celoti obnovljena leta 1987. Ker opreme ni bilo mogoče obnoviti, v cerkvi potekajo samo posebne cerkvene službe. Uporablja se predvsem za kulturne in verske dogodke ter umetniške razstave.
Učinek preprostega prostora petladijske dvoranske cerkve zelo dobro pripada posebni arhitekturi. Moderna umetnost, kot je na primer oltarni križ avstrijskega umetnika Arnulfa Rainerja in iluminiran neonski križ Hanna Jägerja, povabi obiskovalce k razmišljanju.

## Zgodovina
Že leta 1170 je bila cerkev prvič omenjena skupaj z Marijino cerkvijo. Med letoma 1227 in 1250 je bila zgrajena poznoromanska, triladijska cerkev s štirimi obočnimi polami in tremi apsidami. Bila je dolga 29,80 m + 3 m in široka 21 m. Okoli leta 1290 je bil zgrajen triladijski, gotski dvoranski kor. Sveti Peter je bila cesarska cerkev v Lübecku (Turris in ede s. Petri corona deaurata cum armis cesaris et urbis insignata est, (1492)). Hkrati je bila cerkev tudi tržna cerkev v Lübecku. V 15. stoletju so jo razširili na današnji videz: gotska petladijska dvoranskaa cerkev iz opeke s petimi obočnimi polami. To je naredilo cerkev svetega Petra eno redkih obstoječih petladijskih cerkva. Na vzhodu so tri apside, na zahodu pa stolp na široki podstrukturi. Reformacija je prišla v Lübeck 1529/30  in cerkev svetega Petra je postala protestantka . Med letalskim napadom na Lübeck na v noči na Cvetno nedeljo 1942 je cerkev svetega Petra popolnoma zgorela. Streha, stolp in bogata notranjost so bili uničeni. Tudi orgelski prospekt, ki ga je ustvaril draguljar Tönnies Evers mlajši ali pomembna medeninasta nagrobna plošča mestnega svetnika Johanna Klingenberga. Baročni krstilnik cerkve je podaril mestni svetnik Johann Philipp Lefèvre.

## Ponovna izgradnja po letu 1945
Začasno pokrita cerkev je služila kot delavnica in kasneje lapidarij, v katerem so bili shranjeni rešeni kiparski izdelki iz vseh v vojni porušenih cerkva Lübecka. Šele leta 1987 je bila cerkev navznoter popolnoma obnovljena. Rekonstrukcija notranjosti je opuščena, tako da danes na obiskovalca vplivajo moč čiste strukture in relativno prazna oblika postavitve. To se prilega novemu razpelu v kornem delu, delo po dimenzijah manjšega zmagoslavnega križa (214 × 123 cm) Arnulfa Rainerja 1980/83 iz surovih desk, ki so opremljene s korpusom iz nabožne trgovine. Razpelo je prekrito z debelimi sloji barve. V cerkvi je bilo 48 srednjeveških nagrobnikov, od katerih večji del ni več ali jih ni več mogoče zaznati.

## Orgle
Cerkev svetega Petra je leta 1992 dobila nove orgle, ki so jih financirali z donacijami. Instrument je v severni ladji. Gradil jih je gradbenik Hinrich Otto Paschen (Kiel) in ima 19 registrov na dveh manualih in pedale. Pogon je mehanski. 

## Nova uporaba
Sveti Peter zdaj služi kot cerkev za celo mesto brez župnije. Pod vodstvom pastorjev Güntera Hariga (1988-2005) in Berndja Schwarzeja (od leta 1998) je bil za cerkev razvit koncept uporabe, ki je postal stilski oblikovalec za mestno cerkveno delo na nemško govorečem območju. Po vpogledu v naraščajočo sekularizacijo v mestih koncept temelji na novem odnosu med cerkvijo in kulturo, religijo in znanostjo. Za vsestranski program dogodkov je odgovoren upravni odbor, sestavljen iz javnih osebnosti. Poleg branja, predavanj, odrskih del, sejmov in koncertov redno potekajo teološki in liturgični poskusi. Od leta 2000 je bila enkrat mesečno večerni performans "Petrivisionen". Govorna serija solo verbo kritično obravnava verska vprašanja. Na Veliki četrtek 2017 je pod naslovom "Večerja pripravljena" potekala umetniško zasnovana zakramentna služba. 
Cerkev brez župnije je cerkev svetega Petra zanimiva s pravnega vidika, "službe in dela" evangeličanske luteranske cerkve Luebeck-Lauenburg . Kot umetniški kustosi so delali Roswitha Siewert, Thomas Baltrock, Björn Engholm, Bernd Schwarze in Valentin Rothmaler. Januarja 2016 je svetovalni odbor sklenil sporazum o sodelovanju z Lübecker Kunstverein Overbeck-Gesellschaft.
Cerkev je od 29. septembra 2004 uradno »univerzitetna cerkev« univerze v Lübecku. Logotip je oblikoval Martin Botsch. Od leta 2006 sodelujeta  tudi Fachhochschule Lübeck in Univerza za glasbo. 

## Zvonik
Stolp je visok 108 metrov, nanj se lahko vzpne od leta 1908. Z dvigalom je mogoče doseči razgledno ploščad na višini 50 m. Od tod lahko uživate v panoramskem razgledu na celotno staro mesto Lübeck in okoliško podeželje do zaliva Lübeck. 

## Drugo
Dva zvonova, ki stojita na glavnem vhodu, sta prvotno pripadala cerkvi v Gdansku in bila v drugi svetovni vojni namenjena uničenju na hamburškem pokopališču zvon. Ta zvonova sta ušla taljenju. Po letu 1945 sta bila prepeljana v Lübeck, kjer je našlo nov dom veliko predmetov iz Gdanska. Potekajo razprave o vračanju, vendar neuspešno.